# Yigoga jura
Yigoga jura är en fjärilsart som beskrevs av Embrik Strand 1921. Yigoga jura ingår i släktet Yigoga och familjen nattflyn. Inga underarter finns listade i Catalogue of Life.